# Amphicoma florentini
Amphicoma florentini is een keversoort uit de familie Glaphyridae. De wetenschappelijke naam van de soort is voor het eerst geldig gepubliceerd in 1893 door Fairmaire.